# Бразильська Стара республіка
14° пд. ш. 53° зх. д. / 14° пд. ш. 53° зх. д.
Стара республіка (порт. República Velha) або перша республіка або Республіка сполучених штатів Бразилії (порт. República dos Estados Unidos do Brasil) — період історії Бразилії від проголошення республіки у 1889 році до перевороту 1930 року. Назва періоду виникла для того щоб відрізніти цей період від «нової держави», встановленої Жетуліо Варгасом.
Протягом цього часу країна по суті була конститиційною демократією, коли на вибір президентів більш всього впливали домінуючі штати Сан-Паулу і Мінас-Жерайс, а більшість президентів були членами масонської ложі, що була створена на Юридичному факультеті Університету Сан-Паулу.
Період старої республіки умовно підрозділяється на два підперіоди: «шабельну республіку» та «олігархічну республіку». Протягом першого періоду у владі домінували військовики, а протягом другого влада майже винятково формувалася урядами головних штатів, так звана «політика губернаторів», розпочата президентом Кампосом Салесом.
Стара республіка пала під час перевороту або революції, проведеної Жетуліо Варгасом у жовтні 1930 року. Жетуліо Варгас прийняв владу 3 листопада та залишався диктатором до 1945 року.

## Джерело
- Бразильська Стара республіка в рос. енциклопедії «Кругосвет» [Архівовано 14 листопада 2012 у Wayback Machine.]